# Кули Сити
Кули Сити (на английски: Coulee City) е град в окръг Грант, щата Вашингтон, САЩ. Кули Сити е с население от 600 жители (2000) и обща площ от 2,6 km². Намира се на 484 m надморска височина. ЗИП кодът му е 99115, а телефонният му код е 509.